# 100 meter häck för damer i friidrott vid olympiska sommarspelen 2024
Damernas 100 meter häck vid olympiska sommarspelen 2024 avgjordes mellan den 7 och 10 augusti 2024 på Stade de France i Frankrike. 40 idrottare från 25 nationer deltog i tävlingen. Det var 14:e gången grenen fanns med i ett OS och den har funnits med i varje OS sedan 1972. Innan dess var distansen 80 meter och fanns på programmet från 1932.

Officiell video på loppet.

Från de förra olympiska spelens pall var det bara den regerande mästaren Jasmine Camacho-Quinn som återvände till tävlingen. Hon var också på pallplats vid de två senaste världsmästerskapen. Guldmedaljören i VM 2022 Tobi Amusan där hon satte nytt världsrekord, var också tillbaka. Även 2023:års världsmästare Danielle Williams var närvarande men Kendra Harrison med den nästbästa tiden i historien, kunde inte ta sig vidare från de amerikanska OS-uttagningarna, där hon tävlade mot unga häcklöpare inklusive Masai Russell som sprang den världsledande tiden 12,25, den fjärde bästa tiden i historien.
Både Amusan och Williams misslyckades att ta sig vidare från semifinalen. I finalen var Nadine Visser snabbast och Devynne Charlton långsammast med att reagera på startskottet. Russell och Visser var några centimeter före över den första häcken, som Ackera Nugent träffade vilket ledde till att hon kom ur balans. Vid den andra häcken var det Visser som var några centimeter före Russell, men även sistaplacerade Nugent var inom 60 cm från ledningen. Vid det tredje hindret var sex idrottare praktiskt taget jämna, men Johnson träffade hindret och tappade sin fart. Vid den femte häcken var Camacho-Quinn och Visser de första att ta sig över, med Samba-Mayela några centimeter bakom dem. Grace Stark och Russell befann sig en halv meter efter. Under de följande tre häckarna minskade Russell avståndet till Camacho-Quinn och Visser, som nu var några centimeter efter den ledande Samba-Mayela. Nugent slog i åttan och sprang sedan runt nian och tog sig därmed ur loppet. Sen slog Alaysha Johnson i nian och förlorade chansen på någon medalj. Visser saktade ner något när hon närmade sig den tionde och sista häcken medan Samba-Mayela, Camacho-Quinn och Russell tog den i den ordningen bara några centimeter från varandra. Russell var snabbast på inlöpningen och kunde gå om de andra två och nästan kasta kroppen över mållinjen, fäktande med armarna för att hålla balansen. Samba-Mayela behöll sitt försprång på Camacho-Quinn och tog silvret.
| Spel                 | Guld              | Silver                        | Brons                             |
| 100 meter häck damer | Masai Russell USA | Cyréna Samba-Mayela Frankrike | Jasmine Camacho-Quinn Puerto Rico |

## Kvalificering till OS-grenen
Kvalificeringsperioden för damernas 100 meter häck var mellan 1 juli 2023 och 30 juni 2024. 40 idrottare kunde kvalificera sig till evenemanget, med högst tre idrottare per nation, genom att klara av kvalificeringsstandarden 12,77 sekunder eller genom sin världsranking i friidrott för denna gren. 40 idrottare deltog i tävlingen.

## Schema
Alla tider är CET.
| Datum           | Tid   | Omgång      |
| --------------- | ----- | ----------- |
| 7 augusti 2024  | 10:15 | Kval        |
| 8 augusti 2024  | 10:35 | Återkval    |
| 9 augusti 2024  | 12:05 | Semifinaler |
| 10 augusti 2024 | 19:35 | Final       |

## Rekord
Innan tävlingens start fanns följande rekord:
| Rekord           | Idrottare                   | Tid (s) | Plats        | Datum          |
| ---------------- | --------------------------- | ------- | ------------ | -------------- |
| Världsrekord     | Tobi Amusan (NGR)           | 12,12   | Eugene, USA  | 24 juli 2022   |
| Olympiskt rekord | Jasmine Camacho-Quinn (PUR) | 12,26   | Tokyo, Japan | 1 augusti 2021 |

| Område                                   | Tid (s)    | Idrottare        | Nation     |
| ---------------------------------------- | ---------- | ---------------- | ---------- |
| Afrika                                   | 12,12 0VR0 | Tobi Amusan      | Nigeria    |
| Asien                                    | 12,44      | Olga Shishigina  | Kazakstan  |
| Europa                                   | 12,21      | Yordanka Donkova | Bulgarien  |
| Nordamerika, Centralamerika och Karibien | 12,20      | Kendra Harrison  | USA        |
| Oceanien                                 | 12,28      | Sally Pearson    | Australien |
| Sydamerika                               | 12,49      | Maribel Caicedo  | Ecuador    |

## Resultat
Noteringarnas förklaring finns längst ner.

### Kval
De tre första i varje heat 0Q0 plus tre på tid 0q0 gick direkt till semifinal. De andra som sprang klart sitt lopp gick vidare till återkval.

#### Kval 1
| Placering | Bana | Idrottare            | Nation        | Tid            | Noteringar |
| --------- | ---- | -------------------- | ------------- | -------------- | ---------- |
| 1         | 9    | Tobi Amusan          | Nigeria       | 12,49          | 0Q0        |
| 2         | 7    | Alaysha Johnson      | USA           | 12,61          | 0Q0        |
| 3         | 4    | Janeek Brown         | Jamaica       | 12,84          | 0Q0        |
| 4         | 2    | Mako Fukube          | Japan         | 12,85          | 0q0        |
| 5         | 3    | Sidonie Fiadanantsoa | Madagaskar    | 12,92          |            |
| 6         | 8    | Wu Yanni             | Kina          | 12,97          |            |
| 7         | 5    | Maayke Tjin-A-Lim    | Nederländerna | 12,98          |            |
| 8         | 6    | Maribel Caicedo      | Ecuador       | 13,05          |            |
|           |      |                      |               | Vind: -0,1 m/s |            |

#### Kval 2
| Placering | Bana | Idrottare             | Nation         | Tid           | Noteringar |
| --------- | ---- | --------------------- | -------------- | ------------- | ---------- |
| 1         | 2    | Jasmine Camacho-Quinn | Puerto Rico    | 12,42         | 0Q0        |
| 2         | 9    | Cindy Sember          | Storbritannien | 12,62         | 0Q0        |
| 3         | 8    | Pia Skrzyszowska      | Polen          | 12,72         | 0Q0        |
| 4         | 7    | Denisha Cartwright    | Bahamas        | 12,89         |            |
| 5         | 4    | Yumi Tanaka           | Japan          | 12,90         |            |
| 6         | 6    | Ebony Morrison        | Liberia        | 12,93         |            |
| 7         | 3    | Celeste Mucci         | Australien     | 13,05         |            |
| 8         | 5    | Emelia Chatfield      | Haiti          | 13,06         |            |
|           |      |                       |                | Vind: 0,0 m/s |            |

#### Kval 3
| Placering | Bana | Idrottare           | Nation        | Tid            | Noteringar |
| --------- | ---- | ------------------- | ------------- | -------------- | ---------- |
| 1         | 6    | Masai Russell       | USA           | 12,53          | 0Q0        |
| 1         | 9    | Nadine Visser       | Nederländerna | 12,53          | 0Q0        |
| 3         | 3    | Cyrena Samba-Mayela | Frankrike     | 12,56          | 0Q0        |
| 4         | 8    | Charisma Taylor     | Bahamas       | 12,78          | 0q0        |
| 5         | 2    | Mariam Abdul-Rashid | Kanada        | 12,80          | 0q0        |
| 6         | 7    | Reetta Hurske       | Finland       | 12,96          |            |
| 7         | 5    | Gréta Kerekes       | Ungern        | 13,50          |            |
| 8         | 4    | Michelle Jenneke    | Australien    | 20,85          |            |
|           |      |                     |               | Vind: +0,8 m/s |            |

#### Kval 4
| Placering | Bana | Idrottare         | Nation    | Tid           | Noteringar |
| --------- | ---- | ----------------- | --------- | ------------- | ---------- |
| 1         | 9    | Danielle Williams | Jamaica   | 12,59         | 0Q0        |
| 2         | 6    | Sarah Lavin       | Irland    | 12,73         | 0Q0        |
| 3         | 2    | Ditaji Kambundji  | Schweiz   | 12,81         | 0Q0        |
| 4         | 4    | Marione Fourie    | Sydafrika | 12,91         |            |
| 5         | 8    | Laëticia Bapté    | Frankrike | 13,04         |            |
| 6         | 5    | Luca Kozák        | Ungern    | 13,11         |            |
| 7         | 3    | Jyothi Yarraji    | Indien    | 13,16         |            |
| –         | 7    | Yoveinny Mota     | Venezuela |               | 0DSQ0      |
|           |      |                   |           | Vind: 0,0 m/s |            |

#### Kval 5
| Placering | Bana | Idrottare         | Nation     | Tid            | Noteringar |
| --------- | ---- | ----------------- | ---------- | -------------- | ---------- |
| 1         | 3    | Ackera Nugent     | Jamaica    | 12,65          | 0Q0        |
| 2         | 2    | Devynne Charlton  | Bahamas    | 12,71          | 0Q0        |
| 3         | 9    | Grace Stark       | USA        | 12,72          | 0Q0        |
| 4         | 5    | Liz Clay          | Australien | 12,94          |            |
| 5         | 4    | Lotta Harala      | Finland    | 12,97          |            |
| 6         | 7    | Viktória Forster  | Slovakien  | 13,08          |            |
| 7         | 6    | Lin Yuwei         | Kina       | 13,24          |            |
| 8         | 8    | Michelle Harrison | Kanada     | 13,40          |            |
|           |      |                   |            | Vind: -0,6 m/s |            |

### Återkval
De två första i varje heat 0Q0 gick vidare till semifinal.

#### Återkval 1
| Placering | Bana | Idrottare         | Nation        | Tid            | Noteringar |
| --------- | ---- | ----------------- | ------------- | -------------- | ---------- |
| 1         | 4    | Marione Fourie    | Sydafrika     | 12,79          | 0Q0        |
| 2         | 5    | Maayke Tjin-A-Lim | Nederländerna | 12,87          | 0Q0        |
| 3         | 2    | Viktória Forster  | Slovakien     | 12,88          |            |
| 4         | 8    | Jyothi Yarraji    | Indien        | 13,17          |            |
| 5         | 7    | Gréta Kerekes     | Ungern        | 13,20          |            |
| 6         | 3    | Emelia Chatfield  | Haiti         | 13,24          |            |
| 7         | 6    | Michelle Jenneke  | Australien    | 13,86          |            |
|           |      |                   |               | Vind: +0,1 m/s |            |

#### Återkval 2
| Placering | Bana | Idrottare         | Nation     | Tid            | Noteringar |
| --------- | ---- | ----------------- | ---------- | -------------- | ---------- |
| 1         | 4    | Ebony Morrison    | Liberia    | 12,82          | 0Q0        |
| 2         | 2    | Maribel Caicedo   | Ecuador    | 12,83 (,828)   | 0Q0        |
| 3         | 6    | Reetta Hurske     | Finland    | 12,83 (,830)   |            |
| 4         | 8    | Laëticia Bapté    | Frankrike  | 12,92          |            |
| 5         | 3    | Celeste Mucci     | Australien | 13,00          |            |
| 6         | 5    | Lin Yuwei         | Kina       | 13,13          |            |
| 7         | 7    | Michelle Harrison | Kanada     | 13,30          |            |
|           |      |                   |            | Vind: +0,4 m/s |            |

#### Återkval 3
| Placering | Bana | Idrottare            | Nation     | Tid            | Noteringar |
| --------- | ---- | -------------------- | ---------- | -------------- | ---------- |
| 1         | 6    | Lotta Harala         | Finland    | 12,86          | 0Q0        |
| 2         | 8    | Yumi Tanaka          | Japan      | 12,89          | 0Q0        |
| 3         | 2    | Luca Kozák           | Ungern     | 12,96          |            |
| 4         | 3    | Wu Yanni             | Kina       | 12,98          |            |
| 5         | 5    | Liz Clay             | Australien | 12.99          |            |
| 6         | 7    | Sidonie Fiadanantsoa | Madagaskar | 13,12          |            |
| 7         | 4    | Denisha Cartwright   | Bahamas    | 13,45          |            |
|           |      |                      |            | Vind: -0,2 m/s |            |

### Semifinaler
De två första i varje lopp 0Q0 plus två på tid 0q0 gick vidare till finalen.

#### Semifinal 1
| Placering | Bana | Idrottare           | Nation  | Tid            | Noteringar |
| --------- | ---- | ------------------- | ------- | -------------- | ---------- |
| 1         | 4    | Grace Stark         | USA     | 12,39          | 0Q0        |
| 2         | 7    | Devynne Charlton    | Bahamas | 12,50          | 0Q0        |
| 3         | 6    | Tobi Amusan         | Nigeria | 12,55 (,548)   |            |
| 3         | 8    | Pia Skrzyszowska    | Polen   | 12,55 (,548)   |            |
| 5         | 3    | Mariam Abdul-Rashid | Kanada  | 12,60          | 0PB0       |
| 6         | 5    | Danielle Williams   | Jamaica | 12,82          |            |
| 7         | 9    | Yumi Tanaka         | Japan   | 12,91          |            |
| –         | 2    | Ebony Morrison      | Liberia |                | 0DSQ0      |
|           |      |                     |         | Vind: +0,5 m/s |            |

#### Semifinal 2
| Placering | Bana | Idrottare           | Nation  | Tid            | Noteringar |
| --------- | ---- | ------------------- | ------- | -------------- | ---------- |
| 1         | 4    | Grace Stark         | USA     | 12,39          | 0Q0        |
| 2         | 7    | Devynne Charlton    | Bahamas | 12,50          | 0Q0        |
| 3         | 6    | Tobi Amusan         | Nigeria | 12,55 (,548)   |            |
| 3         | 8    | Pia Skrzyszowska    | Polen   | 12,55 (,548)   |            |
| 5         | 3    | Mariam Abdul-Rashid | Kanada  | 12,60          | 0PB0       |
| 6         | 5    | Danielle Williams   | Jamaica | 12,82          |            |
| 7         | 9    | Yumi Tanaka         | Japan   | 12,91          |            |
| –         | 2    | Ebony Morrison      | Liberia |                | 0DSQ0      |
|           |      |                     |         | Vind: +0,5 m/s |            |

#### Semifinal 3
| Placering | Bana | Idrottare             | Nation         | Tid            | Noteringar |
| --------- | ---- | --------------------- | -------------- | -------------- | ---------- |
| 1         | 5    | Jasmine Camacho-Quinn | Puerto Rico    | 12,35          | 0Q0        |
| 2         | 7    | Masai Russell         | USA            | 12,42          | 0Q0        |
| 3         | 4    | Ackera Nugent         | Jamaica        | 12,44          | 0q0        |
| 4         | 6    | Cyrena Samba-Mayela   | Frankrike      | 12,52          | 0q0        |
| 5         | 3    | Mako Fukube           | Japan          | 12,89          |            |
| 6         | 9    | Marione Fourie        | Sydafrika      | 13,01          |            |
| 7         | 2    | Maayke Tjin-A-Lim     | Nederländerna  | 13,03          |            |
| –         | 8    | Cindy Sember          | Storbritannien |                | 0DNF0      |
|           |      |                       |                | Vind: -0,7 m/s |            |

### Final
| Placering | Bana   | Idrottare             | Nation        | Tid            | Notering       |
| --------- | ------ | --------------------- | ------------- | -------------- | -------------- |
| 1         | 5      | Masai Russell         | USA           | 12,33          |                |
| 2         | 2      | Cyréna Samba-Mayela   | Frankrike     | 12,34          |                |
| 3         | 7      | Jasmine Camacho-Quinn | Puerto Rico   | 12,36          |                |
| 4         | 3      | Nadine Visser         | Nederländerna | 12,43 (,425)   |                |
| 5         | 4      | Grace Stark           | USA           | 12,43 (,428)   |                |
| 6         | 8      | Devynne Charlton      | Bahamas       | 12,56          |                |
| 7         | 6      | Alaysha Johnson       | USA           | 12,93          |                |
| —         | 9      | Ackera Nugent         | Jamaica       |                | 0DNF0          |
| Källa:    | Källa: | Källa:                | Källa:        | Vind: -0,3 m/s | Vind: -0,3 m/s |